# كركونوشه
كركونوشه (بالتشيكية: Krkonoše)‏ ((بالبولندية: Karkonosze)) (بالألمانية: Riesengebirge) (بالإنجليزية: Giant Mountains)‏ هي سلسلة من الجبال الواقعة ضمن سلسلة جبال السوديت الغربية، وتمتد في المنطقة الواقعة شمال جمهورية التشيك وجنوب غربي بولندا.
تقسم هذه الجبال بين المنطقتين التاريخيتين بوهيميا وسيليزيا، وأعلى قمة فيها هي قمة جبل سنيجكا Sněžka (بالألمانية: Schneekoppe) على ارتفاع 1603 متر فوق سطح البحر.

## اقرأ أيضاً
- جبال السوديت